# Åtjärnarna (Enångers socken, Hälsingland, 681994-155459)
Åtjärnarna är en sjö i Hudiksvalls kommun i Hälsingland och ingår i Nianån-Norralaåns kustområde. Sjöns area är 0,015 kvadratkilometer och den befinner sig 140 meter över havet.